# Marilyn (film din 1963)
Marilyn este un film documentar din 1963, inspirat din viața actriței și sex-simbolului Marilyn Monroe din anii 1950. Filmul, regizat de Henry Koster, a fost lansat de compania 20th Century Fox și a fost narat de Rock Hudson.